# Eckart Sackmann
Pour les articles homonymes, voir Sackmann.
Eckart Sackmann (né le 2 janvier 1951 à Hanovre) est un spécialiste de bande dessinée allemand, par ailleurs éditeur et traducteur.

## Biographie
Impliqué dans la scène du fanzinat théorique allemande, il travaille de 1982 à 1985 comme lecteur chez Carlsen, la principale maison d'édition allemande de bande dessinée. En 1985, il fonde avec Peter Hörndl une maison d'édition, comicplus+ (de), où il dirige les périodiques théoriques RRAAH! (de) (1987-2001), Comics & mehr (2001-2005) puis Comics info (2005-). Il dirige également depuis 2004 Deutsche Comicforschung, un ouvrage annuel faisant le bilan d'un an de bande dessinée en Allemagne.
De 2006 à 2011, il a par ailleurs été membre Alliance 90 / Les Verts du conseil municipal de Hildesheim.

## Récompenses
- 1994 : Prix spécial du jury des prix Max et Moritz pour Mecki : Einer für alle
- 2000 : Prix Max et Mortiz de la littérature secondaire pour Die deutschsprachige Comic-Fachpresse
- 2017 : Prix Peng ! de la meilleure littérature secondaire pour Deutsche Comicforschung